# Cừu Edilbay
Cừu Edilbay (tiếng Kazakh: Еділбай қойы), còn được gọi là cừu Edilbaev (skaya) (tiếng Nga: Эдильбаевская овца), là một giống cừu thuần hóa có nguồn gốc ở miền bắc Kazakhstan. Loài này thuộc loại cừu đuôi thô và nhóm cừu Kazakhstan. Nó có nguồn gốc từ thế kỷ XIX như là một sản phẩm lai chéo giữa cừu đuôi chất béo Kazakhstan và cừu lấy lông Kalmyk / Astrakhan thô. Ngày nay, nó được tìm thấy ở Kazakhstan (2.419.000 con trong năm 1980) và Nga (20.100 con trong năm 2003).

## Đặc điểm
Cừu Edilbaevskaya rất cứng rắn, vì chúng được chọn lọc sinh sản để phù hợp với cuộc sống du mục ở vùng bán sa mạc và sa mạc của Kazakhstan. Chúng thích nghi với sương giá mùa đông khắc nghiệt và hạn hán mùa hè, có thể di chuyển trên một khoảng cách dài và phát triển mạnh trong điều kiện thức ăn ít ỏi.
Tỷ lệ phát triển cừu hàng năm của giống này là 110–120 con cừu sinh ra cho mỗi 100 con cái.
Cừu Edilbay chủ yếu được lai tạo để lấy thịt và mỡ đuôi. Ở thời điểm cừu bốn tháng tuổi, trọng lượng thịt là khoảng 22 kg (49 lb) và trọng lượng mỡ đuôi là khoảng 3–4 kg (6,6-8,8 lb). Những con cừu trưởng thành có thể đạt trọng lượng 40–45 kg (88–99 lb) và trọng lượng mỡ đuôi là 12–14 kg (26–31 lb).
Sữa của cừu này, mặc dù có tầm quan trọng thấp hơn, cũng được sử dụng cho các mục đích thương mại. Các sản phẩm chính là airan (sữa chua), primchik và qurt (pho mát) và bơ. Cừu Edilbay cái có năng suất sữa hàng năm trung bình 152 l. Hàm lượng chất béo trong khoảng từ 3–9%, trung bình là 5,8%.